# Burgruine Schenkenberg (Württemberg)
Die Burgruine Schenkenberg, auch Schenkenburg genannt, ist die Ruine einer Gipfelburg nordöstlich der Gemeinde Epfendorf im Landkreis Rottweil in Baden-Württemberg.
Die Schenken von Schenkenberg sind ein altes, schweizerisches Uradelsgeschlecht, welches sich nach dem Bergschlosse und der Obervogtei zwischen Fricktal und Ergow nannte.
1169 tritt ein Dietho de Schenchinberc als Zeuge in einer Urkunde auf, in der der Bischof von Konstanz dem Kloster Salem die Kirche in Walbertsweiler zuspricht.
Die Burg wurde im 13. oder im 14. Jahrhundert erbaut und war im Besitz der 1312 urkundlich erwähnten Schenken von Schenkenberg – Hinweis: mehrfach als Äbte im naheliegenden Kloster Alpirsbach nachgewiesen (Walter Schenk von Schenkenberg (1303–1336), Brun Schenk von Schenkenberg (1337–1377), Konrad Schenk von Schenkenberg (1447, resigniert 1450)), wo sie auch bestattet wurden. Ihr Wappen: im Schildhaupt ein halber, aufwachsender Adler, unten ein Sparren findet sich auf der Außenwand des Klostergebäudes. (In der Urkunde vom 15. und 17. Mai 1298 führen die Schenken Konrad und Burkhard von Schenkenzell das Sparenwappen mit Adler. Das Wappen der Schenken von Schenkenberg, wie es so auch im Württembergischen Wappenbuch von Alberti dargestellt ist, findet sich auch bei Siebmacher, im Wappenbuch der Stadt Rottweil, in der Basler Chronik und der Wappentafel der Obervögte zu Schenkenberg, Kanton Aargau, Schweiz, an erster Stelle als Schlossbesitzer Albrecht I Graf von Löwenstein-Schenkenberg, Sohn des Rudolf IV. Graf von Habsburg (HRR), 1273–1291 deutscher König, war bis 1282 Herr von Schenkenberg im Kanton Aargau, Schweiz).

## Geschichte
Der Legende nach soll die schwäbische Herzogin Hadwig († 28. August 994) auf der Burg Schenkenberg Hof gehalten haben.
In einer Urkunde des Klosters Salem wird 1169 Dietho von Schenkenberg als Zeuge genannt.
Der Name dieser Burg Schenkenberg oder Schenkenburg ist erst seit 1329 gesichert. Als Herren der Burg wurden die Schenken von Schenkenberg erstmals 1331 genannt.
Am 15. August 1300 ist Euphemia Schenkin von Schenkenberg in Südtirol in einer Schenkungsurkunde an das Dominikanerinnenkloster Imbach erwähnt und am 11. November 1301 schenkte sie zum Seelenheile ihres verstorbenen Gatten Wilhelm – aus der Familie, die auch die Burg Senkenberk (heute Tschechien) baute- ihrer Tochter Agnes und Enkelin Gertrud dem Nonnenkloster Tulln in Niederösterreich (Gründer: Rudolf von Habsburg I.) einen Hof samt Zubehör.
Im Rahmen der neu gewonnenen Gebiete im Einflussbereich der Habsburger gründete Wolfram pincerna Schenk von Schenkenberg oder einer seiner Söhne im 13. Jahrhundert im heutigen Tschechien Kostelec u Jihlavy (deutsch Wolframs).
1312 erhielt Leopold I. von Habsburg in Konstanz die Resignation für Rüdiger Schenk von Schenkenberg, der von 1337 bis 1346 Schulheiss der für die Habsburger wichtigen Stadt Brugg wurde.
Sie standen Jahrhunderte im Dienste der Herren von Zimmern  – so erwähnt in der Zimmerischen Chronik – und der Grafen von Sulz.
1414 verpfändeten die Schenken die Burg und 1421 wurde die Burg an Konrad von Stein verkauft.
1438 vermittelt Eberhard Schenk von Schenkenberg mit Gräfin Ursula von Sulz, geb. Habsburg, in einem Vergleich mit dem Kloster Rheinau, Kanton Zürich. Die Schenken von Schenkenberg starben im Raum Rottweil um 1450 aus.
1527 erwarb die Reichsstadt Rottweil die Schenkenburg und Epfendorf.
Auf der Rottweiler Pürschgerichtskarte von 1564 wird die Burg bereits als Ruine dargestellt.

## Baubeschreibung
Die kleine Burganlage liegt auf dem 588,3 m ü. NN hohen Gipfel eines fast gänzlich freistehenden Berges über dem Tal des Neckars im Westen und des Schenkenbaches im Norden sowie zwei weiteren Tälern im Osten und Süden.
Die Anlage wird an ihrer West- sowie Südseite durch den Steilabfall des Geländes von Natur aus gut geschützt, nur die Ost- und Nordseite musste zusätzlich befestigt werden. Hierzu wurde ein rechtwinklig abbiegender Graben an diesen beiden Seiten angelegt.
Die Burg selbst bestand nur aus einem Wohnturm, dem sich in gleicher Breite südlich ein Hof und ein weiteres Gebäude anschloss. Der Burghof wird durch eine zwei Meter starke Ringmauer gebildet, in dieser lag auch, an der Westseite der Burg, unmittelbar südlich des Wohnturmes der frühere Zugang. Die Maße des Wohnturmes betragen 12,2 mal 11,1 Meter, die bewohnbare Grundfläche im inneren des Turmes beträgt 8,2 mal 7,1 Meter.
Erhalten haben sich von der Schenkenburg nur wenige Mauerreste.